# رابرت هالپرین
رابرت هالپرین (انگلیسی: Robert Halperin؛ ۲۶ ژانویه ۱۹۰۸ – ۸ مهٔ ۱۹۸۵) افسر (ارتش)، و بازیکن فوتبال آمریکایی اهل ایالات متحده آمریکا بود.
وی همچنین برندهٔ جوایزی همچون ستاره نقره‌ای و نشان ستاره برنزی شده‌است.